# Ciprian Huc
Ciprian Huc (* 8. April 1999 in Trușești, Kreis Botoșani) ist ein rumänischer Ruderer. Er gewann einmal Gold und zweimal Silber bei Europameisterschaften.

## Sportliche Karriere
Bei den Junioren-Weltmeisterschaften 2017 gewann Huc die Bronzemedaille im Vierer ohne Steuermann. 2018 gewann Huc mit dem Vierer zunächst bei den U23-Weltmeisterschaften. Eine Woche später siegte der rumänische Vierer mit Mihăiță-Vasile Țigănescu, Cosmin Pascari, Ștefan-Constantin Berariu und Ciprian Huc bei den Europameisterschaften in Glasgow. Weitere sechs Wochen später belegte der rumänische Vierer den fünften Platz bei den Weltmeisterschaften in Plowdiw und war dabei das viertbeste europäische Boot.
2019 erwies sich für Huc als ein wesentlich schwächeres Jahr. Auf einen neunten Platz im Vierer bei den Europameisterschaften folgte ein fünfter Platz bei den U23-Weltmeisterschaften. Wegen der COVID-19-Pandemie fanden die Europameisterschaften 2020 erst im Oktober statt. Huc wurde mit dem rumänischen Achter Zweiter hinter dem Deutschland-Achter. Bereits im April 2021 folgten die Europameisterschaften in Varese. Hier siegten die Briten vor den Rumänen, die nur 0,56 Sekunden zurücklagen. In der letzten Qualifikationsregatta erkämpfte der rumänische Achter das Ticket für die Teilnahme an den erst 2021 ausgetragenen Olympischen Spielen in Tokio. Bei der olympischen Regatta schied der rumänische Achter im Hoffnungslauf aus und belegte in der Gesamtabrechnung den siebten Platz.